# Luigia Maria Rosa Alboni
Pour les articles homonymes, voir Alboni.
Luigia Maria Rosa Alboni, morte le 8 mars 1759, est une peintre italienne.

## Biographie
Luigia Maria Rosa Alboni est la fille de Paolo Alboni et de Pannina Corticelli. Élève de son père, elle se distingue comme peintre de paysages dont elle exécute plusieurs copies des tableaux. Son style est influencé par celui des peintres hollandais et flamands, dont elle reprend les couleurs et l'expression. Elle épouse le procureur Ludovici Nobili. 
Luigia Maria Rosa Alboni meurt le 8 mars 1759,.
Deux marines autrefois au Conservatoire de Sainte-Marie du Baraccano (it) sont actuellement conservées aux Instituts éducatifs pieux de Bologne (Pii Istituti Educativi di Bologna),, tandis que des paysages qui étaient chez le marchand Bassani et d'autres particuliers sont à présent soit perdus soit dispersés,.